# Abdon och Sennen
Abdon och Sennen var två kristna perser som under kejsar Decius förföljelse fängslades och släpades till Rom. Där gisslades de först och kastades sedan inför de vilda djuren. Men djuren rörde dem inte, och då halshöggs de. De anropas för god skörd och vid ögonsjukdomar. Deras helgondag i den Romersk-katolska kyrkan är den 30 juli.